# Троицк (Иланский район)
Троицк — деревня в Иланском районе Красноярского края. Входит в состав Южно-Александровского сельсовета.

## География
Деревня находится в восточной части края, в пределах Канско-Рыбинской котловины, при автодороге 04К-394, на расстоянии приблизительно 30 километров (по прямой) к юго-юго-востоку (SSE) от Иланского, административного центра района. Абсолютная высота — 362 метра над уровнем моря.
Климат
Климат характеризуется как резко континентальный, с продолжительной морозной зимой и коротким тёплым летом. Абсолютный максимум температуры воздуха составляет 38 °C; абсолютный минимум — −53 °C. Продолжительность безморозного периода составляет в среднем 95 дней. Среднегодовое количество атмосферных осадков составляет 422 мм, из которых большая часть выпадает в тёплый период (максимально в июле-августе).

## История
Основана в 1910 году. По данным 1926 года в деревне Троицкой имелось 94 хозяйства и проживал 541 человек (276 мужчин и 265 женщин). В национальном составе населения того периода преобладали русские. Функционировала лавка общества потребителей. В административном отношении являлась центром Троицкого сельсовета Амонашевского района Канского округа Сибирского края.

## Население
| 2010 |
| ---- |
| 79   |

Половой состав
По данным Всероссийской переписи населения 2010 года в гендерной структуре населения мужчины составляли 49,4 %, женщины — соответственно 50,6 %.
Национальный состав
Согласно результатам переписи 2002 года, в национальной структуре населения русские составляли 98 % из 93 чел.